# Edificio del Banco de la República
El Edificio del Banco de la República está ubicado en Bogotá, la capital de Colombia. Se encuentra en el centro de la ciudad sobre la esquina nororiental de la carrera séptima con Avenida Jiménez de Quesada, en el ala sur de Parque Santander. Es la sede nacional y el edificio principal del Banco de la República de Colombia. Diseñado por el arquitecto español Alfredo Rodríguez Orgaz.

## Historia
Antes de la construcción del edificio la sede del banco se encontraba en el edificio Pedro A. López y en el lugar en donde está localizado el actual estuvo el batallón fijo de artillería y luego el Hotel Granada. Fue inaugurado en la celebración de los 35 años de la fundación del banco luego que su junta directiva en 1947 designara al gerente de esos días, Luis Ángel Arango, a realizar la construcción.

## Arquitectura
En la época de su construcción causó polémica su estilo moderno, especialmente con el Palacio de San Francisco cruzando la calle. El edificio se divide en dos cuerpos, un nivel inferior de oficinas y una torre superior enchapada en mármol, y a los costados relieves del escultor italiano Vico Consorti que hacen alusión a la agricultura y ganadería y otro a la ingeniería y la industria.
En el hall principal hay una obra de Pedro Nel Gómez titulada Momentos críticos de la nación, una escultura en bronce de nombre Mercurio de Rodrigo Arenas Betancourt y un busto del connotado gerente del banco, Luis Ángel Arango
.